# Arkadi Vorobiov
Arkadi Nikititch Vorobiov (em russo:  Аркадий Никитич Воробьёв; 8 de outubro de 1924, em Mordovo, Tambov – 22 de dezembro de 2012, em Moscou) foi um halterofilista russo, que competiu pela União Soviética.
Vorobiov ganhou medalha de bronze nos Jogos Olímpicos de Helsinque, em 1952, na categoria até 82,5 kg. E ganhou ouro nos Jogos Olímpicos de 1956 e de 1960, na categoria até 90 kg. Ele foi por cinco vezes campeão mundial.
Arkadi Vorobiov estabeleceu ao todo 18 recordes mundiais — dois no desenvolvimento (movimento-padrão abolido em 1973), dez no arranque, um no arremesso e cinco no total combinado, nas categorias até 82,5 e 90 kg.
Em 1995 foi eleito para o Weightlifting Hall of Fame.